# Кажњеничка бојна
Кажњеничка бојна је била специјална јединица ХВО-а, чији је врховни заповедник био Младен Налетилић Тута. 
Основана је 1991. године и ангажована у рату у Хрватској. Године 1992. бива послата у БиХ, где је ратовала заједно са Армијом БиХ против ЈНА и српских паравојних јединица. Учествовала је у операцији „Липањске зоре“ 1992. Напада Мостар и сам град Невесиње, заједно са Армијом БиХ. Године 1993. је дошло до избијања Муслиманско-Хрватског сукоба и КБ је ангажована и у њему. Главни штаб КБ током рата се налазио у Широком Бријегу.
Након рата, КБ је у јавности сатанитована и тада је почело хапшење „кажњеника“. Јавно мњење ни дан-данас нема милости ни према њеном заповеднику, Младену Налетилићу, ни према осталим генералима који су учествовали у њеном оснивању. Главни проблем хрватске јавности са КБ је њен рат против Бошњака и неприхватање Вашингтонског споразума. КБ је у Хрватској представљена као мафијашка, разбојничка, робијашка, деликвентска, недисциплинована, и, изнад свега, злочиначка јединица.